# Scherprechters in Brugge
De Brugse scherprechters of beulen waren door de stad Brugge aangestelde hulpkrachten binnen het gerechtelijk apparaat.

## Historisch overzicht
Over de beulen in Brugge bestaan geen exhaustieve studies. Wat over hen geweten is, is te halen uit informatie, soms toevallige, die her en der schuil gaat in meer algemene studies. Omvangrijke opzoekingen over verschillende eeuwen in de uitgebreide stadsrekeningen leren anderzijds heel wat namen van beulen kennen, evenals de activiteiten waarvoor ze bezoldigd werden.
Dat men zich vroeger nauwelijks voor de scherprechters interesseerde is bevreemdend, want hun activiteiten kwamen soms op spectaculaire wijze op de voorgrond. Zo was er het grote tweeluik Het oordeel van Cambyses door Gerard David, waarop men de beulen aan het werk zag en dat zowel in het stadhuis (het originele) als in het Brugse Vrije (de kopie) goed zichtbaar aanwezig was. Men vond in de kronieken de kleurrijk en wreedaardig beschreven folteringen op schout Pieter Lanchals en zijn lotgenoten in 1488. De vele martelingen en terechtstellingen zowel van protestanten als van katholieken (onder meer de ophefmakende zaak van de paters franciscanen in de tweede helft van de 16de eeuw) waren welbekend. 
Er is een van de beulen, Wissel Geerts, die bekend bleef, vanwege de persoonlijke appreciatie die Joos de Damhouder over hem gaf. Volgens hem was hij een vrome en ingoede man, die de patiënten in de cel ging opzoeken om ze moed in te spreken alvorens hij ze folterde en die Missen voor hun zielenzaligheid deed opdragen. Hij bezocht herbergen noch bordelen en was mild in het uitdelen van aalmoezen.
Als de beul spectaculair faalde, was dit iets om in de kronieken te vereeuwigen. Nicolas Le Blond ging in 1586 zo onhandig te werk dat hij tot driemaal moest herbeginnen om het hoofd af te houwen van de protestantse patriciër Pieter Chantraines dit Broucxault en Marant Reiniers drukte in 1613 zo onhandig op de schouders van de  gehangene Pieter Van Wesemaal, dat de koord brak en de veroordeelde tegen de grond smakte. Een tweede opknoping leek te lukken en de booswicht werd voor dood achter gelaten in het graf dat gedolven was op het kerkhof van Sint-Donaas. Maar vooraleer men er het stoffelijk overschot kon bijvoegen van drie andere opgehangenen, kwam hij weer tot leven. Ditmaal werd hij geen derde keer meer opgehangen, maar door een besluit van Albrecht en Isabella vrijgesproken. Ze gaven hiermee gevolg aan de volksovertuiging dat wie het er na een opknoping levend van af bracht, moest gespaard worden.
In 1792 werd de beul door de Jacobijn Jean-Antoine van Zuylen de Gaesebeke ertoe overgehaald, mits betaling, de beelden van het stadhuis op de Markt symbolisch te onthoofden. 
Bij de nogal massale terechtstellingen van roversbenden in de Franse tijd, die van François Salembier in 1798 en die van Ludovicus Baekelandt in 1803, bleef de beul op de achtergrond en werd hij nauwelijks en zeker niet bij naam genoemd.

## Vroegste folteringen
De vroegst bekende aanwending van de pijnbank in een rechtszaak is voor wat Vlaanderen betreft te situeren in Brugge in 1258-1260.
Folteren teneinde inlichtingen te bekomen, of als politiek of militair wapen is van alle tijden en de geschiedenis ervan kan worden opgemaakt tot in de vroegste beschavingen. In 1129 werden de moordenaars van graaf Karel de Goede gefolterd opdat ze hun medeplichtigen zouden verklikken.
Het folteren om bekentenissen te bekomen, dus binnen een officieel rechterlijk kader, wordt pas vanaf de dertiende eeuw in het graafschap Vlaanderen vastgesteld. De eerste scherprechters die hiervoor werden aangesteld kennen we pas vanaf de veertiende eeuw. Voordien behielp zich de baljuw waarschijnlijk met de politiemannen waarover hij het bevel voerde. Het vroegst bekende geval is dat van de Brabantse handelaar Franco van Langherode die rond 1258 door de baljuw van Brugge, Jan Ronghe, werd beticht van valsmunterij. Hij bekende onder foltering en werd onmiddellijk ter dood gebracht, hoewel achteraf bleek dat hij helemaal onschuldig was. De executie was gebeurd onder het luide protest van de schepenen van Brugge, die oordeelden dat bekentenissen op de pijnbank afgedwongen, onvoldoende waren als er geen andere bewijzen waren. De eigengereide actie van de grafelijke vervolgingsambtenaar was dus helemaal onwettelijk.
Er valt hierbij op te merken dat de pijnbank niet door een wettelijke bepaling werd ingevoerd, maar gewoon vanuit praktische overwegingen als een politiemiddel tot stand kwam. Wederrechtelijke folterpraktijken kwamen meer dan eens voor, zoals men weet uit de klachten die tot de graaf gericht werden. Daarom werden in Brugge en elders keuren uitgevaardigd die bepaalden dat geen poorter mocht worden gepijnigd, tenzij onder de controle van de schepenen. Langs deze weg sloop het folteren als het ware de rechtspraak binnen en kreeg het een wettig statuut, zonder dat er ooit wetgeving over werd uitgevaardigd. 

### Het folteren
Waaruit het folteren in Brugge bestond, is weinig beschreven. Het publieke folteren op de Markt, zoals aan schout Pieter Lanchals en andere getrouwen van Maximiliaan van Oostenrijk te beurt viel, is een uitzondering. Daarover werd verteld dat de pijnbank, een uitrekkingstoestel, dat door diezelfde Lanchals was geperfectioneerd, op hem en zijn metgezellen werd toegepast.
Voor de folteringen binnen de kelders van het stadhuis of van het Brugse Vrije beschikte de beul over de gewoonlijke middelen om iemand uit te rekken, te radbraken, de duimschroeven op te zetten, met gloeiende tangen te bewerken enz. Na veroordeling moest hij ook kunnen handen afkappen, oren of neus afsnijden, tongen doorboren, brandmerken aanbrengen, enz. 
Er waren in Brugge minstens twee 'pinecamers' waar de folterpraktijken plaatsvonden, namelijk in de kelders van het stadhuis en in de kelders van Het Loove of paleis van het Vrije. In dit tweede gebouw had de schout, als hoofd van de politie, zijn zetel. De gevangenen werden naar daar overgebracht van het Steen (tot in 1687) en vanaf die datum van het Pandreitje.
Jacques Gadeyne, conciërge van het stadhuis in Brugge, maakte in 1746 de factuur op van wat hij aan spijs en drank had geleverd voor de beulen, de gefolterden en de leden van de stadsmagistraat die de folteringen bijwoonden. Voor vier dagen waarop gefolterd werd, met name 21, 22, 23 en 29 maart 1746, leverde Gadeyne, in opdracht van de griffier-crimineel Maarten Willems: 
- Viermaal een bottel warme wijn of een pint wijn voor de patiënt. Voor zover het niet om dezelfde verdachte ging, werden dus op één week tijd vier personen gefolterd.
- Viermaal bier voor de scherprechter en zijn dienaars.
- Viermaal Bourgognewijn voor de aanwezige artsen die er moesten over waken dat de verdachten niet dood gefolterd werden en na ieder foltersessie, de toegebrachte verwondingen moesten helen.
- Viermaal eten voor de gefolterden, de folteraars en de andere aanwezigen. Op 21 en 22 maart 1746 werd ontbijt, middag- en avondmaal geserveerd, wat aantoont dat het om lange sessies ging. Voor 23 en 29 maart werd geen eten vermeld.
- Drie flessen Bourgogne, ten behoeve van de griffier crimineel, de artsen en de burgemeester van de Commune (hoofd van de stedelijke politie), die de zittingen bijwoonden. De kostprijs van deze wijn lag dubbel zo hoog als die van de wijn die men aan de patiënt liet drinken.

De folteringen werden vanaf 1784, als ondervragingsmethode, onderworpen aan een voorafgaande toelating van de hogere overheid in Brussel, die ze nooit verleende, hetgeen in de praktijk het einde van de folterpraktijken betekende. In 1787 volgde het edict van keizer Jozef II waarbij het folteren definitief werd verboden. 
De beulen bleven nochtans verder voor de strafuitvoeringen zorgen: het opknopen, het geselen, het brandmerken, het aan de schandpaal nagelen enz.

### Het opknopen
De ultieme straf, de beroving van het leven, die in bepaalde perioden op aanzienlijke wijze werd toegepast (bij volksopstanden en tijdens de godsdiensttroebelen bijvoorbeeld) behoorde tot het meest zichtbare deel van het beulenwerk. Het evenement was dan toch voldoende uitzonderlijk om de menigte aan te lokken die dit vaak als een morbide feest kwam bijwonen. Gebeurde dit in de vroegere eeuwen buiten de stad op het galgenveld, dan werd het van lieverlede, als een vorm van afschrikwekkend voorbeeld, naar het centrum van de stad gebracht.
Oorspronkelijk werd vooral het hoofd van de romp gescheiden met het zwaard. In de zestiende-zeventiende eeuw werden ketters en heksen meestal verbrand. Nadien werd het ophangen aan de galg de meest toegepaste methode. De Brugse scherprechter Adriaan Onderbank gaf in 1731 aan de magistratuur een prijslijst van zijn diensten: brandmerken, geselen, wurgen en onthoofden. Ophangen was er niet bij. In 1765 bleek Sluis wel over een galg te beschikken. In 1769 maakte Pieter Boitquin een offerte op om in Sluis te radbraken. Na het breken van de ledematen werd een kwartier gewacht to het geven van de dodelijke genadeslag. Vanaf de Franse tijd werd het opknopen vervangen door de guillotine. De nieuwe strafrechtbank schafte zich zo een toestel aan.

## Na de executie
Het terechtstellen van een veroordeelde was vaak niet de laatste akte. Het lichaam werd in veel gevallen gevierendeeld. Het slachtoffer mocht zich al gelukkig prijzen als hem dat niet levend was overkomen.
Het hoofd werd door de beul op een spies vastgestoken en permanent (of toch voor een aantal jaren) tentoongesteld, op de Markt, op de Burg, of boven een van de stadspoorten, als afschrikwekkend voorbeeld.

### Het galgenmaal
Op elke terechtstelling volgde een feestje, waarschijnlijk om de emoties weg te spoelen.
Een voorbeeld vindt men in de stadsrekening van Brugge voor het jaar 1782. Na een terechtstelling aten schout, burgemeesters, schepenen en griffiers samen in de grote ledenkamer; twee paters predikheren (die de gehangene hadden bijgestaan), de officieren van de schout en twee klerken van de vierschaar aten bij de conciërge; in de groene kamer werd opgediend voor de scherprechter, zijn zoon en helper, vier officieren van justitie en de adjudant van de Burgerlijke wacht. Dit alles op stadskosten.

### De bezoldiging
De voornaamste bezoldiging van de scherprechters bestond in een vaste jaarwedde en woonstvergoeding vanwege de stad Brugge en een jaarwedde vanwege het Brugse Vrije. Voor iedere activiteit (foltering, lijfstraf, halsrechten, oppakken van geestesgestoorden) kregen ze een bijkomende vergoeding. De scherprechter werd ook eigenaar van de klederen die de ter dood veroordeelden droegen.  Hij was ook aangesteld voor het uitroeien van de in de stad loslopende honden en dit was, gelet op het groot aantal ervan, een niet te versmaden supplementaire bron van inkomsten.
Daarnaast behield de scherprechter tal van rechten, van zeer uiteenlopende en soms curieuze aard. Zo kon hij een vaste taks heffen op:
- alle voedingswaren zoals vlees, eieren, groenten en fruit die door particulieren werden aangeboden op de Markt en in de Steenstraat;
- brandhout en stro dat door niet-poorters in de stad werd binnengebracht;
- ieder huwelijk dat in een Brugse parochiekerk werd voltrokken;
- de kegelbaan die tijdens de Brugse jaarmarkt op de Markt werd uitgebaat (afgeschaft in 1477).

De geheven rechten waren bescheiden maar 'de hoop maakte de knoop'. Op de vleeswaren bedroeg het recht 12 mieten, voor de eieren mocht één ei worden genomen voor iedere verkoop van minstens 25 eieren, in de mand met groenten en fruit mocht de scherprechter wekelijks een greep doen, van het brandhout mocht hij één bussel voor zich houden en op ieder huwelijk kon hij twee groten taks heffen. Het ging dus niet alleen per heffing om eerder kleine bedragen of om bescheiden voordelen in natura, maar daarbij waren het eerder onduidelijk omschreven rechten. Ze gaven dan ook aanleiding tot talrijke betwistingen en vexaties, met als gevolg dat ze in 1550 werden afgeschaft. Als compensatie kreeg de scherprechter een loonstijging van 6 pond, wat een verdubbeling van zijn jaarwedde betekende.
Daarbij kwamen dan nog de uitnodigingen om zijn diensten te verlenen in kleinere steden die niet over een eigen scherprechter beschikten of zelfs in grotere steden als de aangestelde beul om een of andere reden het werk niet aankon, ziek of afwezig was. Beulen sprongen ook in voor overleden collega's, in afwachting dat een nieuwe titulartis benoemd werd.
Een ultieme bron van inkomsten was de mogelijkheid die bestond voor de families van welstellende veroordeelden, om de beul te betalen opdat hij ervoor zou zorgen dat de man verdoofd werd voor hij de fatale slag onderging en dat de familie nadien het lijk kon ophalen en deftig begraven, in plaats van het in een anonieme put te zien verdwijnen. 
Dit alles samen bezorgde aan de scherprechters een behoorlijk inkomen, dat dan toch weer niet zo uitbundig was dat ze zeer welstellend werden en het beroep voor een hoger gewaardeerde activiteit konden verlaten of hun kinderen de mogelijkheid boden de maatschappelijke ladder op te klimmen.

### Het einde
Na 1856 bleef Jan-Baptist Boitquin scherprechter voor West-Vlaanderen en dit tot aan zijn dood. Hij verhuisde wel naar Brussel omdat hij ingevolge het KB van 18 juni 1853, dat het aantal strafuitvoerders voor het gehele land beperkte tot één titularis en twee helpers, ook de provincies Brabant en Henegouwen, en weldra alle overige provincies erbij kreeg. 
Vanaf 1863 (einde van de terechtstellingen in België, althans buiten oorlogstijd), beperkte zich de taak van de uitvoerder der criminele vonnissen tot het plechtig spijkeren op een paal van de plakbrief die een assisenvonnis bij verstek aankondigde. Na 1892 gebeurde dit nog door de opvolger van Boitquin, de laatste scherprechter in functie, de zeventigjarige Franciscus Hamel, die in Luik woonde en het land afreisde om deze laatst overgebleven taak van zijn ambt uit te voeren.

## Lijst van scherprechters en hulpscherprechters in Brugge
- ong. 1334-1335: Bernard Hauteline[10]
- ong. 1338-1339: Jan Buffele[11]
- 1432: Jan vander Haghe[12]
- 1454: Karel Diermans[12]
- 1464: Willem Hurtecamp, hulpscherprechter en hondenslager[12]
- 1456-1482: Karel vanden Eede[13]
- 1521-1537: Wissel Geerts[14]
- 1536-1541: Willem Van der Haghe[14]
- 1541-1547: Hans Chieret was scherprechter in Gent en kwam over naar Brugge, waar hij op 3 maart 1541 de eed aflegde. Hij overleed op 31 maart 1547.
- 1547-1559: Pieter Caens of Canis[15]
- 1559-1568: Malin Baers, afkomstig uit Sint-Winoksbergen, werd als scherprechter al betaald in 1559 en legde de eed af in 1562.
- 1568-1571: Jan Pecqueur, afkomstig uit Landrecies, werd scherprechter in Middelburg. In 1569 werd hij, wegens ziekte, vervangen door de hondenslager Jan de Ternus. In 1571 vertrok hij.
- 1571-1595: Nicolas le Blond was scherprechter in Zierikzee. Hij legde de eed af in Brugge op 16 februari 1571 en werd ook benoemd voor het Brugse Vrije. Hij veroorzaakte tweemaal schandaal door mislukte onthoofdingen: in Brugge die van Pieter Brouxault en in Gent van twee misdadigers.
- 1595-1598: Jooris Paijement, schoonzoon van Nicolas le Blond, was al helper bij zijn schoonvader, met wie hij echter meningsverschillen had over de betalingen die hij voor de rechter bracht.
- 1598-1603: Jan van de Walle behoorde tot het regiment van graaf Frederic Van den Berghe. Na enkele jaren scherprechter in Brugge te zijn geweest, keerde hij naar zijn regiment terug.
- 1603-1604: Jan Michiel, scherprechter in het Fort Sint-Clara bij Sluis, werd in 1604 scherprechter in Brugge, maar werd in december 1604 wegens onbekwaamheid ontslagen.
- 1604: Aernout Barthelmieu, bleef slechts vier dagen in dienst en overleed onverwacht.
- 1604-1610: Hans of Jan van de Walle, scherprechter vanaf 15 december 1604 was waarschijnlijk dezelfde die in 1603 ontslag had genomen.
- 1608-1609: Joseph Claude trad al plaatsvervanger op bij Van de Walle. Hij was geboren in Antwerpen en behoorde tot een Duits regiment dat gelegerd was in Damme. In 1609 werd hij scherprechter in Gent.
- 1609-1612: Abraham Balsa woonde in de Waalse straat. Op 8 december 1612 nam hij ontslag en werd scherprechter in Gent.
- 1612-1615: Marant Reigniers legde de eed af op 8 december 1612. Op 11 augustus 1615 nam hij ontslag en vertrok naar elders.
- 1615-1635: Christiaen vande Walle legde de eed af op 13 augustus 1615 en overleed op 18 mei 1635.[16]
- 1635-1665: Adriaen Baltasar, geboren in Doornik, was meer dan dertig jaar scherprechter en overleed op 25 oktober 1665.
- 1665-1677: Hendrick Reijnier legde de eed af op 16 november 1665 en overleed op 31 oktober 1677.
- 1678-1682: Hendrick Moesel, geboren in Schwerte, was scherprechter op het schip De Zeven Provinciën van admiraal Michiel de Ruyter. Nadat hij slaande ruzie had gehad met zijn mede-scherprechter Dirk Pieterszoon en hem met een mes zwaar had verwond, werd hij veroordeeld om driemaal te worden gekielhaald, honderd zweepslagen te krijgen en met een mes door de hand te worden gestoken. Hij werd vervolgens scherprechter in het garnizoen van Sluis, Hulst en Sas van Gent, en legde de eed af als scherprechter van Brugge op 19 januari 1678. Hij vertrok op 23 januari 1682.
- 1682-1690: Coenraed Janninck, geboren in Coesfeld (Westfalen), opvolger van Moesel als scherprechter van Sluis, Hulst, Sas van Gent, volgde hem ook op als scherprechter van Brugge op 16 maart 1982 en vertrok op 26 oktober 1690.
- 1691-1692: Albert Muller, geboren in Holstein, legde op 30 maart 1691 de eed af, maar toen zijn onbekwaamheid bleek werd hij naar zijn vaderland teruggestuurd.
- 1692-1695: Jan Francq was scherprechter in Kortrijk (1658-1668), in Duinkerke (1668-1669) en Gent (1669-1712), tot aan zijn overlijden op 3 juni 1716. Van 1692 tot 1695 was hij tevens scherprechter in Brugge.
- 1695-1725: Conrard Janninck junior, waarschijnlijk een zoon van Coenraed Janninck werd scherprechter en trouwde met Joanna Busschop, die hem zeven kinderen schonk.
- 1723-1729: Aernout Janninck, zoon van Conrard Janninck, werd op 23 januari 1723 scherprechter van Brugge en volgde zijn vader op. In 1729 dienden de heren van het Brugse Vrije klacht tegen hem in vanwege slecht comportement ende gedragh in het deoir van zijn officie. Op 19 september 1729 werd hij door het stadsbestuur ontslagen.
- 1730 tot 1743: Adriaen Onderbanck, geboren in Kortrijk, was eerst hulp bij Arnout Janninck en werd op 24 oktober 1730 volwaardig scherprechter. Hij overleed op 27 december 1743 en werd opgevolgd door François Boitquin, zoon van de Brusselse scherprechter Jacques Boitquin, geboren in Valenciennes.

De tweede helft van de achttiende eeuw en tot aan het einde van het scherprechtersverhaal, werd gedomineerd door leden van de familie Boitquin of aanverwante families. Ze woonden op het adres F2/1 Vlamingstraat, nu nummer 100, het huis met de 16de-eeuwse erker op de zijmuur aan de Augustijnenrei.  
- 1744 tot 1753: Franciscus Boitquin (1712-1753)
- 1753 tot 1798: Pieter-Jan Boitquin (1730-1805) 
  - ca. 1760-1764: Hendrik Hamel
  - ca. 1760-1784: Hendrik-Jozef Boitquin
- 1798 tot 1803: Hendrik-Jozef Boitquin (1759-1808) 
  - ca. 1790-1802: Jozef-Pieter Boitquin (1770-1802)
  - 1802-1803: Franciscus-Johannes Guisen
- 1803 tot 1809: Franciscus-Josephus Guisen (1776-1818) 
  - 1803-1809: Jan-Willem Hannoff
- 1809 tot 1818: Jan-Willem Hannoff 
  - 1811-1818: Jan-Baptist Boitquin
- 1818 tot 1878: Jan-Baptist Boitquin (1793-1878) (stond in 1840 op de kiezerslijsten) 
  - 1830-1850: Jozef-Franciscus Boitquin (1800-1854)
  - 1830-1856: Franciscus-Johannes Boitquin (1807-1892).

## Instrumenten
In het Brugse Gruuthusemuseum worden verschillende van de vroegere folterinstrumenten bewaard. Het betreft onder meer:
- de guillotine

Het gevaarte is 363 cm hoog, 80 cm breed en 200 cm lang.
Er is onzekerheid of het wel om de guillotine gaat die vanaf het invoeren van dit doodsinstrument in Brugge in gebruik was. Het zou eerder kunnen gaan om de guillotine die van 1808 tot 1856 in Antwerpen werd gebruikten op bevel van de minister van Justitie op 31 mei 1856 naar Brugge werd gebracht.
- het handafhakkingsblok

Het hakblok bestond uit een horizontale balk op een houten driepikkel. Daarop stond het hakblok. Het instrument werd aangeschaft na de invoering van het Napoleontische strafwetboek van 1810. Het blok bleef ongebruikt, omdat het afhakken van handen in het departement van de Leie niet werd toegepast. Het bleef in een hoek van het gerechtsgebouw staan, tot het in 1933 in het bezit kwam van het Gruuthusemuseum.
- de carcanpalen

De carcanpalen waren voorzien van een in de hoogte verstelbaar hangijzer. Bovenaanwas er een kram voor het ophangen van het onvermijdelijke opschrift dat de reden van de veroordeling vermeldde. De bewaarde palen dateren uit de Franse Tijd. De eerste tepronkstelling in het departement van de Leie vond plaats op de Markt van Brugge de 8ste juni 1796. De laatste tepronkstellingen in West-Vlaanderen vonden plaats in 1850. Ze bleven wel nog in voege tot aan het nieuwe strafwetboek van 1867 die ze afschafte, maar er werd steeds genade verleend.
- de brandmerkijzers

De stad Brugge bewaart nog vijf brandmerkijzers die dateren uit de Franse Tijd. Geweerd als straf onder de Franse revolutie, werd het brandmerken weer ingevoerd in 1802. De merken waren 'R' voor 'récidivist', 'F' voor faussaire (valsmunter), 'S' voor schrijvers van opruiende brieven, 'TP' voor levenslange dwangarbeid en 'T' voor dwangarbeid van bepaalde duur. In Brugge vond de laatste brandmerking plaats in 1831. In België werd de straf vanaf 1832 niet meer uitgevoerd, hoewel ze nog werd uitgesproken. Ze werd afgeschaft bij wet van 31 december 1849. 
- de boeien

De Brugse verzameling van dwanginstrumenten bewaart dertien negentiende-eeuwse ijzeren hals-, hand-, voet- en middelboeien. Ze werden in 1933 van het gerechtshof naar het Gruuthusemuseum overgebracht. Ze hadden tot doel bij gevangenen tijdens overbrenging het ontsnappen te verhinderen.